# 478 a. C.
El año 478 a. C. fue un año del calendario romano prejuliano. En el Imperio romano se conocía como el Año del consulado de Mamerco y Estructo (o menos frecuentemente, año 276 Ab urbe condita).

## Acontecimientos
- Se funda la Confederación de Delos entre Atenas, Quíos, Samos y Lesbos.
- La escuadra griega, al mando de Jantipo, conquista la ciudad de Sesto, en el Quersoneso.
- Pausanias, en Chipre y Bizancio.
- Hierón I, hermano de Gelón, se convierte en tirano de Siracusa.

## Fallecimientos
- Gelón, tirano de Siracusa.
- (aproximadamente) Gautama Buda